# Mořský savec

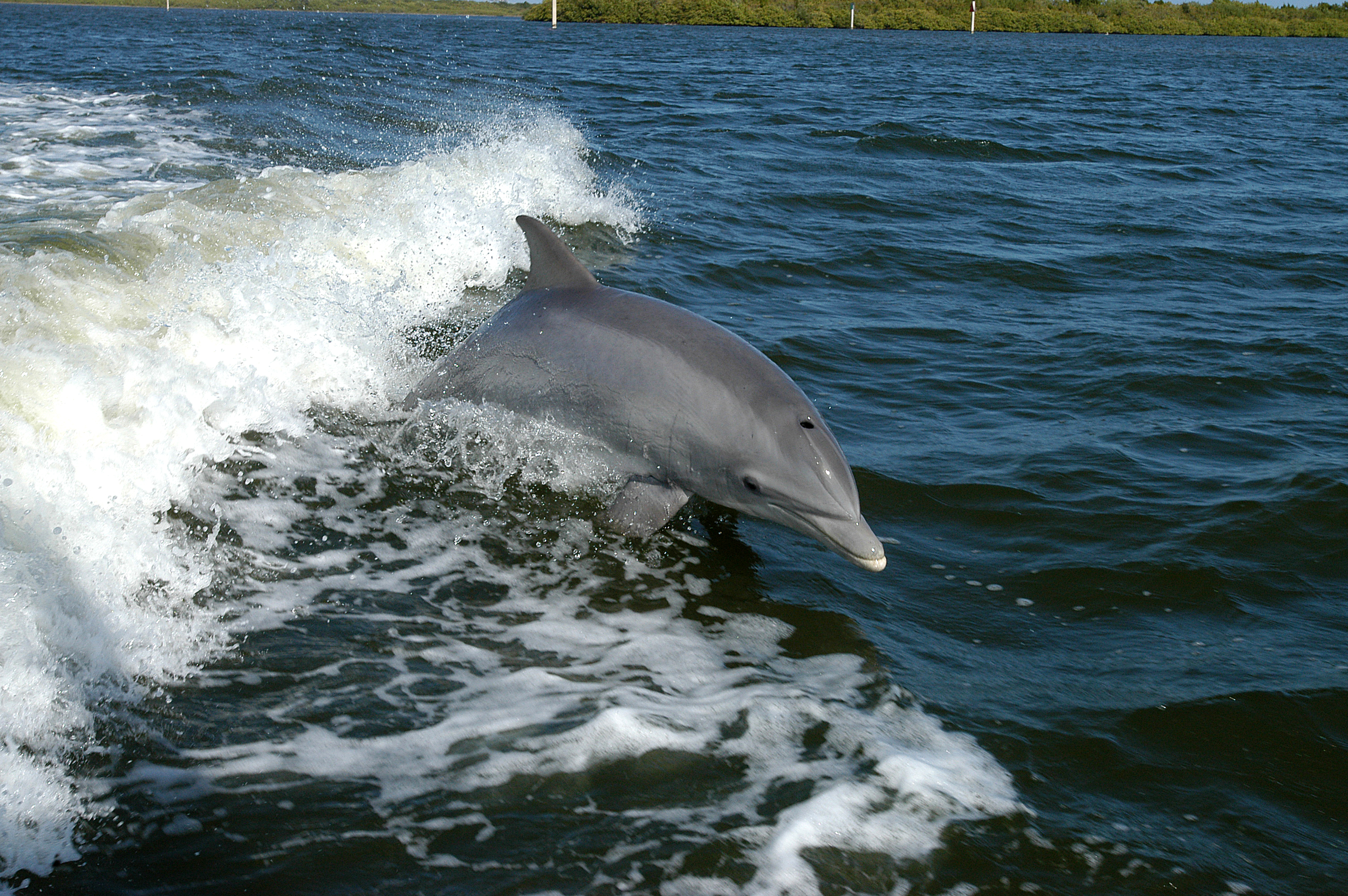
Delfín skákavý (Tursiops truncatus)

Mořský savec je savec, který většinu nebo podstatnou část svého života tráví v oceánu a je na něm závislý. Stejně jako savci na souši krmí svoje mláďata mateřským mlékem a dýchají vzduch, jsou přizpůsobeni životu v moři, takže například místo nohou mají ploutve. Mezi mořské savce patří například: velryby, delfíni, kosatky, tuleni, lachtani a mroži.
Mezi mořské savce jsou zahrnováni například:
- podřád kytovci (Cetacea)
  - infrařád ozubení (Odontoceti)
  - infrařád kosticovci (Mysticeti)
- řád sirény (Sirenia)
  - čeleď kapustňákovití (Trichechidae)
  - čeleď dugongovití (Dugongidae)
- infrařád ploutvonožci (Pinnipedia)
  - čeleď tuleňovití (Phocidae)
  - čeleď mrožovití (Odobenidae)
  - čeleď lachtanovití (Otariidae)
- druh vydra mořská (Enhydra lutris)
- druh medvěd lední (Ursus maritimus)

## Galerie

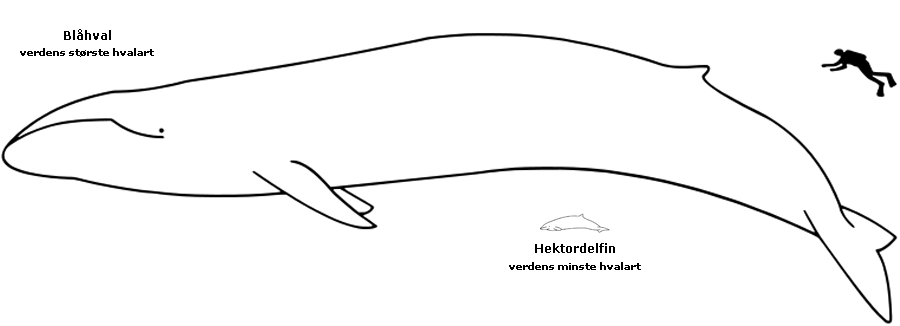
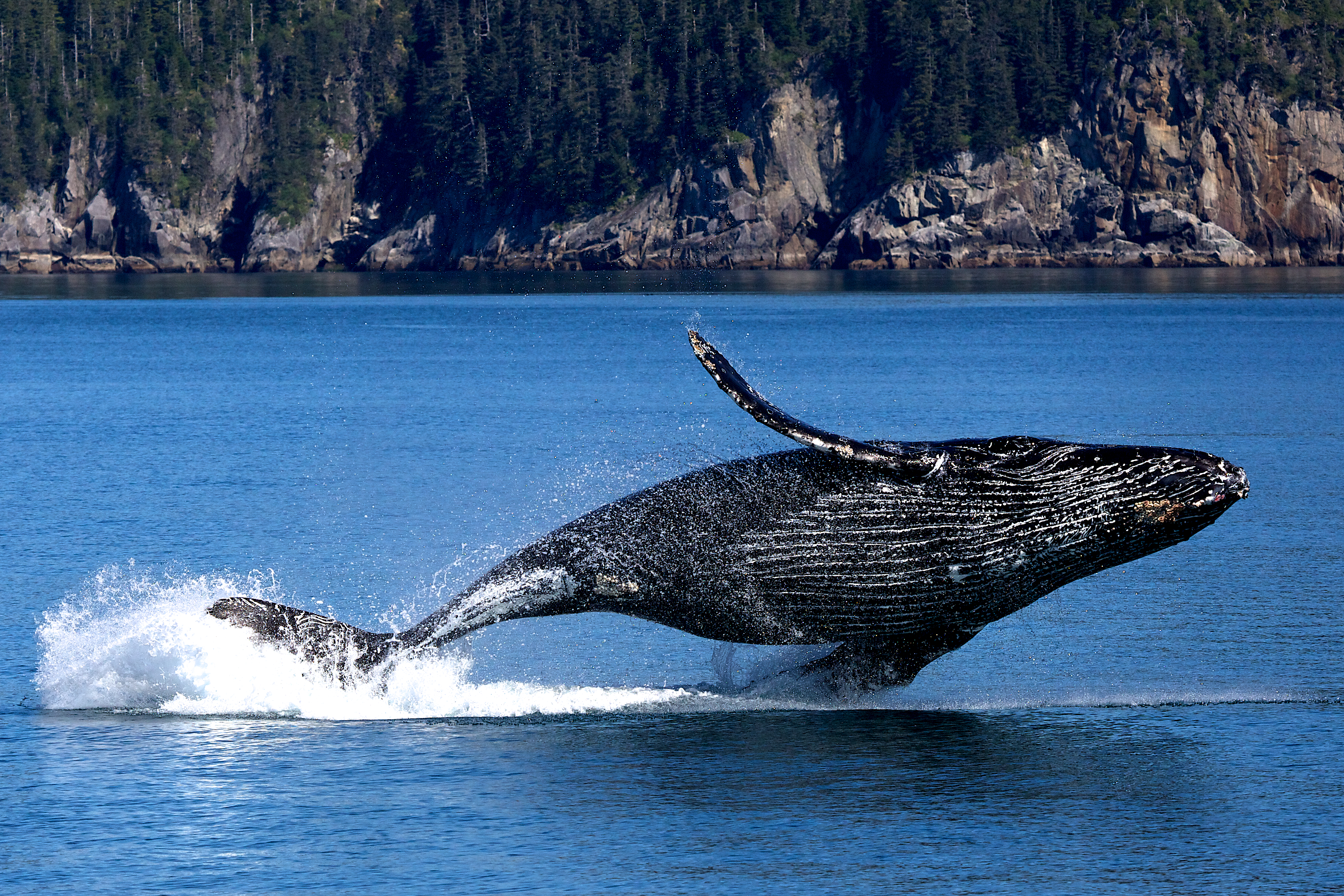
plejtvák obrovský
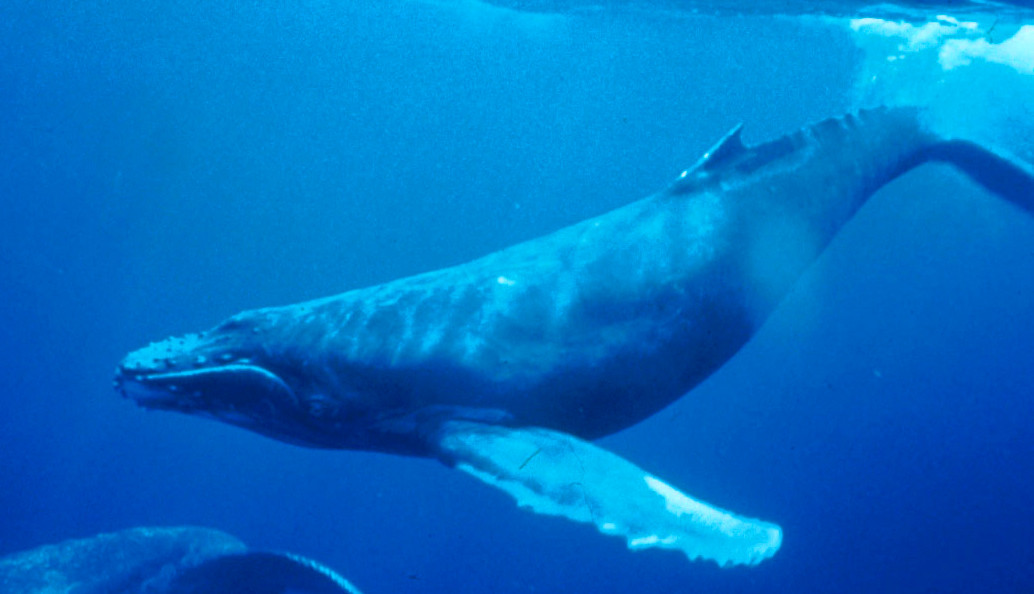
plejtvák obrovský
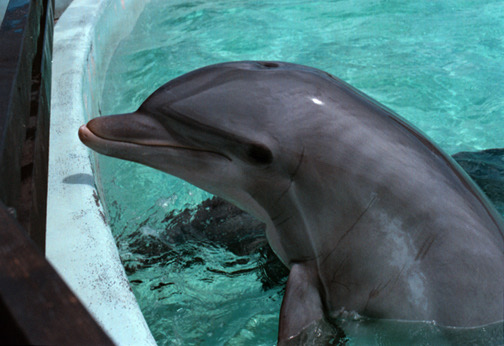
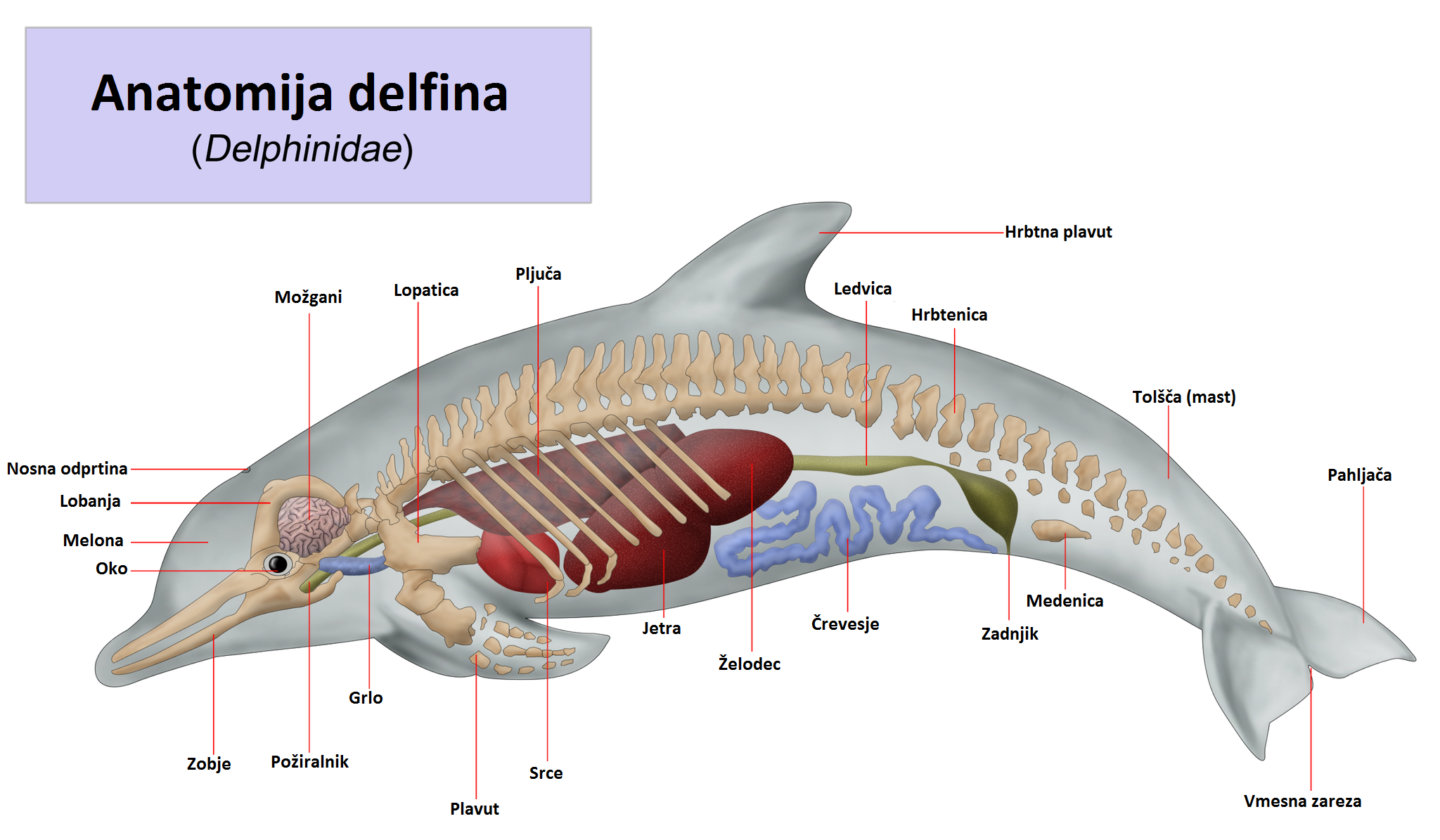
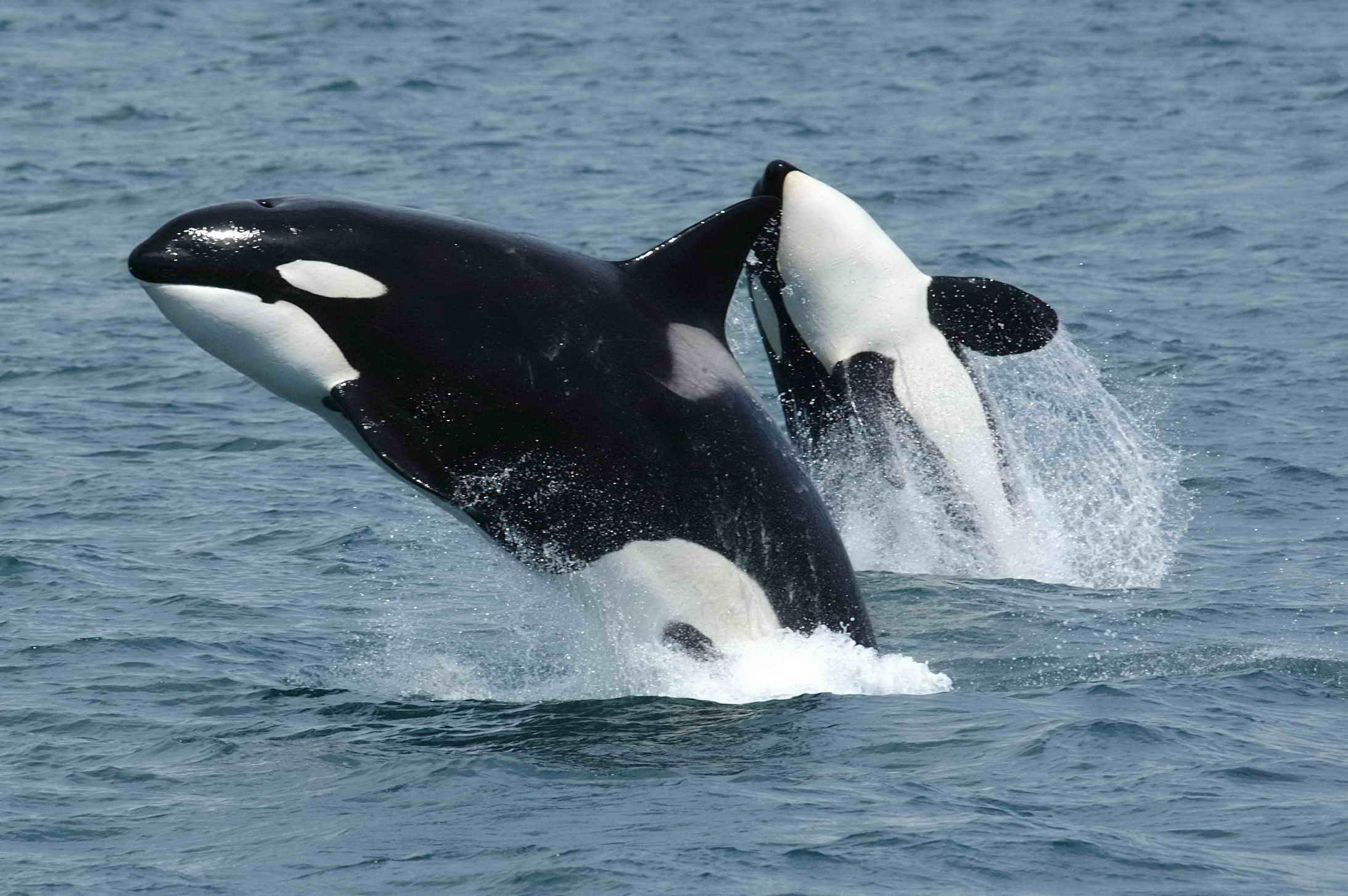
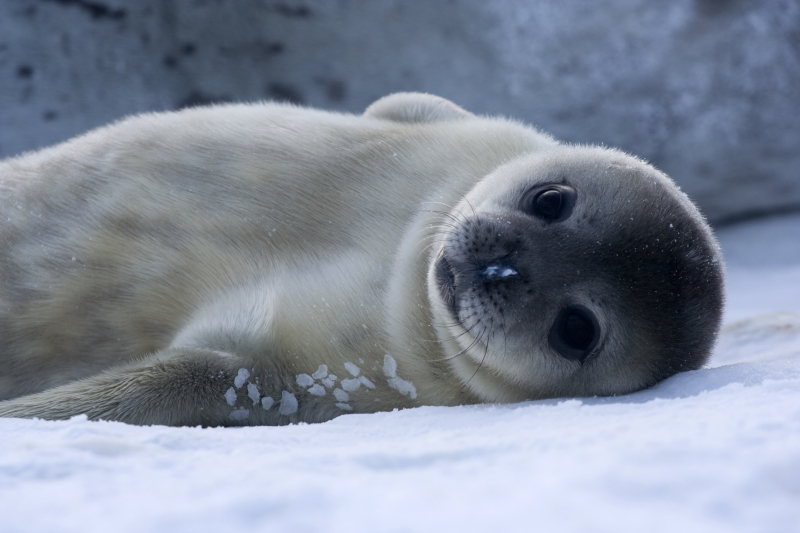
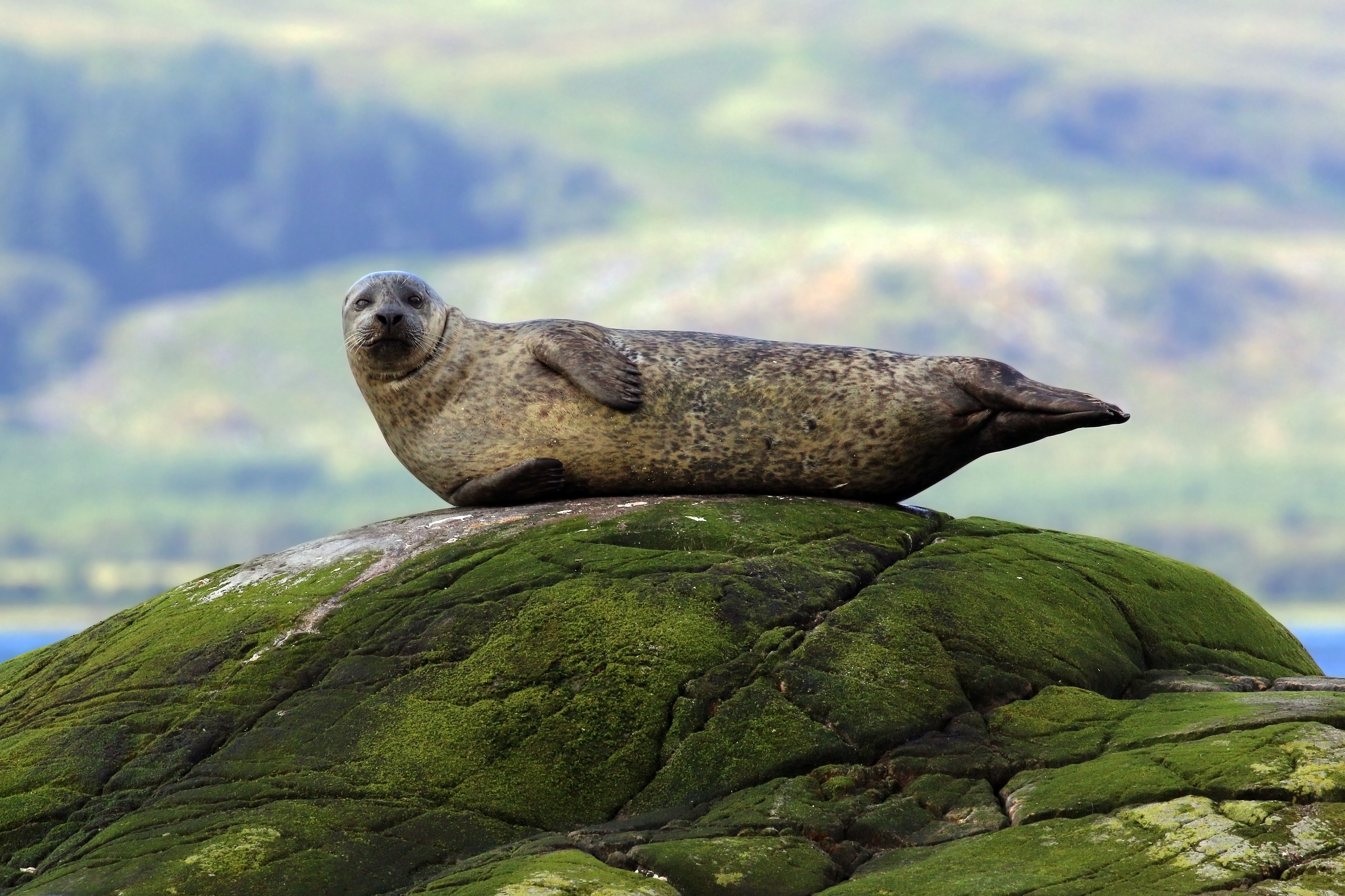
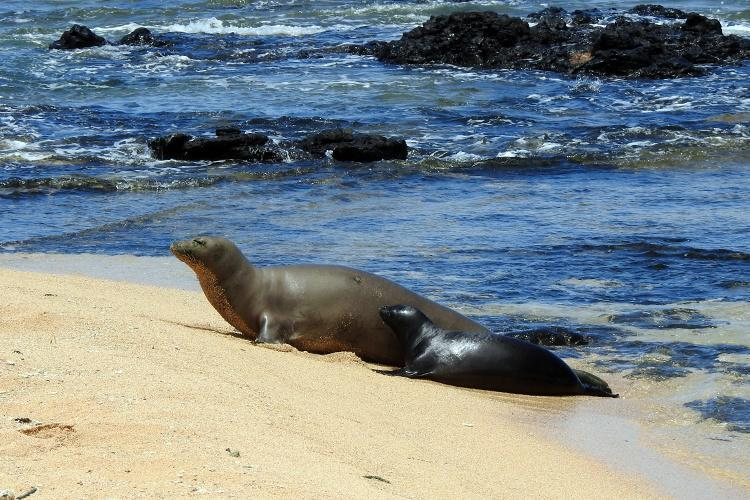
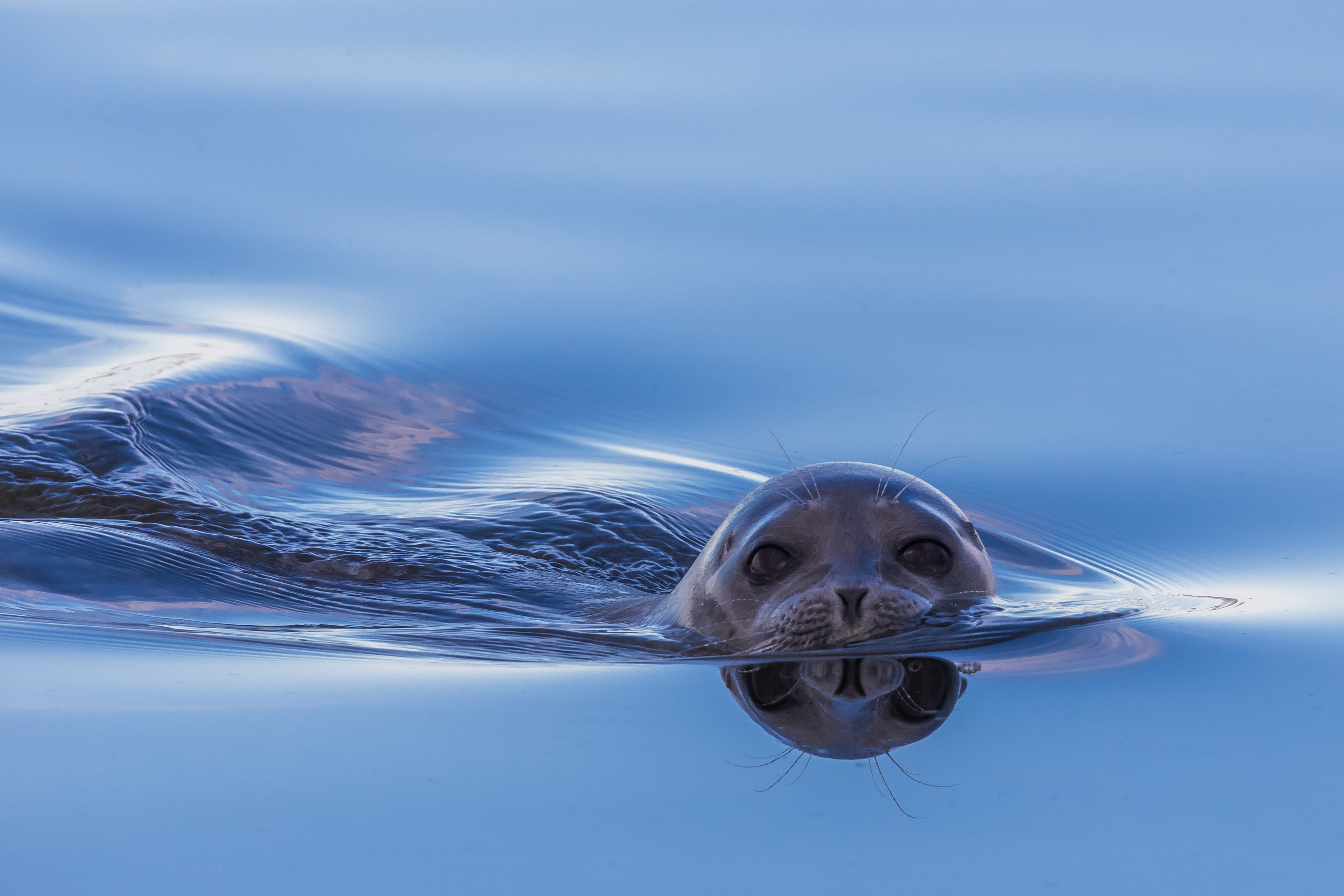